# Maas-en-Waals
Het Maas-en-Waals [mɒs-ə(m)-wɒːls] is het dialect dat men spreekt in het Land van Maas en Waal. Het dialect lijkt veel op de verschillende Brabantse en andere dialecten uit het Rivierengebied, met name het Nederbetuws en het Bommelerwaards. Traditioneel wordt het bij het Zuid-Gelders gerekend, men kan het evenwel bij het Brabants indelen.
Het Maas-en-Waals is duidelijk diepgaand beïnvloed door de Brabantse dialecten ten zuiden van de Maas. Men kent hier de Meierijse verkorting, dat wil zeggen dat sommige oorspronkelijk lange klinkers er kort geworden zijn (toren > torre). Ook de Oost-Brabantse umlaut in verkleinwoorden komt in het Maas-en-Waals terug. Het Nederbetuws en de meeste Bommelerwaardse dialecten kennen dit verschijnsel niet. De a verwijdt zich allengs tot aa.
Wat de klinkers betreft is er een kleine breuk met de Maaslandse dialecten die men ten zuiden van het Land van Maas en Waal spreekt. De typische gesloten uitspraak aldaar van woorden als been en boom, biejn respectievelijk boewm, treft men in het Maas-en-Waals niet aan. De ei/ij wordt tot èè, vaak verkort è, de ui tot ùw, eveneens vaak verkort; de Maaslandse klanken aai en oi zijn hier onbekend.
Door zijn geïsoleerde ligging en de afwezigheid van een bloeiende handel heeft het Land van Maas en Waal relatief veel typische klanken kunnen bewaren; anderzijds zorgden de grote armoede en het lage prestige van de streek ervoor dat men graag elementen van andere dialecten overnam.
In 1980 verscheen er te Beneden-Leeuwen een woordenboek van het Maas-en-Waals dialect.